# Stanisław Sokołowski (kaznodzieja)
Stanisław Sokołowski herbu Gozdawa, inna forma nazwiska: Socolovius (ur. 31 marca lub 7/8 kwietnia 1537 w Krakowie, zm. w 1593 tamże) – polski ksiądz, kaznodzieja, pisarz teologiczny, profesor Akademii Krakowskiej.

## Życiorys
Urodził się w Krakowie, w rodzinie niezamożnych mieszczan. Nauki początkowe odbył u Jakuba Bielińskiego, sufragana płockiego
Studiował w Akademii Krakowskiej (był uczniem Jakuba Górskiego) i na uniwersytecie w Wittenberdze (bakalaureat w 1561, magisteriat nauk wyzwolonych i filozofii w 1562), gdzie od roku 1564 wykładał filozofię, będąc już profesorem wydziału filozoficznego. Wykładał teologię (jako profesor wydziału teologicznego) na Akademii Krakowskiej, a następnie podjął dalsze, 4-letnie studia w Rzymie, Pawii i Bolonii, gdzie w roku 1575 uzyskał doktorat teologii. Przez kolejne lata studiował w Polsce i przyjął święcenia kapłańskie. Był nadwornym kaznodzieją (od wiosny 1576), wkrótce potem królewskim spowiednikiem na dworze Stefana Batorego (do wiosny roku 1580). W roku 1579 został mianowany proboszczem w kościele św. Floriana w Krakowie, gdzie przebywał od wiosny roku 1580. Od roku 1584 pełnił godność kanonika kapituły krakowskiej, pilnie trudniąc się pracą pisarską. Był wychowawcą wielu młodych filozofów i teologów (m.in. Andrzeja Schoneusa).

## Twórczość

### Publikacje naukowe i literackie
Pisał po polsku i po łacinie. Teolog katolicki i teoretyk oratorstwa. Jako wykładowca Akademii Krakowskiej (wykładał retorykę) opublikował szereg prac naukowych z dziedziny teologii, kazań i polemik, wśród nich:
1. De ratione studii ad Nicolaum Volscium Capitaneum Krzepicensem a. 1572 oratiuncula, rękopis: Biblioteka Jagiellońska nr 59
2. Hominis cuiusdam privati... de electione regis ad eos, quorum interest, sincera et christiana adhortatio, powst. 1572 lub 1573; niewydany rękopis znajdował się w Cesarskiej Bibliotece Publicznej w Petersburgu, sygn. Lat. F. XVII. 55.
3. Concio de vestitu et fructu haereseon, Lwów 1578 (drukarnia M. Szarffenberger); inne wyd.: Nysa Śląska 1578; przedr. w: Conciones duae; J. Górski Praelectiones..., Kraków 1580; De... Ecclesiae discrimine
4. Conciones duae. Altera de vestitu haereticorum et fructu haereseon. Altera de causis supremi excidii Hierosolimitani, Lwów 1578, drukarnia S. Szarffenberger; kazanie drugie osobno pt. Excidium Hierosolimitanum, sive de causis ultimi excidii urbis illius... concio, Kraków 1580, drukarnia Łazarzowa; przedr. w: Orationes... septem; podobiznę karty tytułowej oraz pierwszej i ostatniej stronicy 1. edycji podała H. Jędrzejowska Książka polska..., Lwów 1928
5. Epithalamion episcopi cum sua sponsa Ecclesia, sive de consecratione episcopi sermo, Kraków 1580, drukarnia Łazarzowa; inne wyd.: Nys Śląska 1580; wyd. następne: pt. De consecratione episcopi..., Rzym 1602; przedr. w: Orationes... septem
6. Censura Orientalis Ecclesiae, Kraków 1582, drukarnia Łazarzowa; wyd. następne: Dylinga 1582; Kolonia 1583 (1582); Paryż 1584; współczesny rękopis z własnoręcznymi dopiskami autora: Biblioteka Watykańska, sygn. Ottob. Lat. Ms. 2533 (dzieło to wywołało dłuższą i obszerną polemikę), przekł. niemiecki: J. Fickler pt. Censur oder Urtheil der Orientalischen Kirchen, Kolonia 1582; inne wyd. 1583
7. Compositio sive pro dote Ecclesiastica et haereditate Christi ad Ordines Poloniae Regni... concio, Kraków 1582, drukarnia Łazarzowa, wyd. następne: w: Orationes... septem; w zbiorze pt. Opuscula tam ecclesiastici quam equestris ordinis virorum compositionis inter status negotio servientia, Kraków 1632 i osobne odbitki pt. Oratio Ecclesiastica pro dote Ecclesiae Dei et haereditate Christi, Kraków 1632
8. Pro cultu et adoratione Jesu Christi in Eucharistiae Sacramento... concio, Kraków 1582, drukarnia Łazarzowa; wyd. następne: Kraków 1584; w: Censura Orientalis Ecclesiae, Paryż 1584; Orationes... spetem; przekł. polski: M. D. Sigonius pt. O czci i chwale Pana Christusa w Najświętszym Sakramencie... pocieszne kazanie, Kraków 1590
9. De verae et falsae Ecclesiae discrimine... libri tres, Kraków 1583, drukarnia Łazarzowa; wyd. następne: Kolonia 1584; Ingolstadt 1584; Ingolstadt 1586
10. Ultima responsio protestantium ad censuram et iudicium patriarchae Constantinopolitani, de articulis Confessionis Augustanae, Kraków 1583, drukarnia Łazarzowa
11. Ad Wirtembergensium theologorum invectivam... brevis responsio, Kraków 1584, drukarnia Łazarzowa; wyd. następne: Ingolstadt 1585; Augustae Trevirorum 1586
12. Stanislaus Socolovius... Thomae Natali Rhacusano... episcopi Cracoviensis... medico et canonico Cracoviensi etc. suo observatissimo, Kraków 1584, drukarnia Łazarzowa; przedr. H. Cichowski Ks. S. Sokołowski a Kościół Wschodni. Studium z dziejów teologii w Polsce w w. XVI, Lwów 1929, s. 137–139 (list Sokołowskiego oraz 2 wierszyki łacińskie)
13. Justus Joseph, sive in Jesu Christi Domini nostri mortem et passionem... meditationes, Kraków 1586, drukarnia Łazarzowa; przekł. polski: J. Bogusławski pt. Sprawiedliwy Jozeph albo o męce i śmierci Pana naszego Iezusa Krystusa rozmyślania, Kraków 1596, drukarnia Łazarzowa
14. Orationes Ecclesiasticae septem, Kolonia 1587, drukarnia M. Cholinus; tu m.in. ogłoszono po raz pierwszy kazania: Pro vera et catholica libertate (dedykacja 1584) i Pro religione Catholica; zobacz także poz. 4-5, 7-8
15. Peregrinus sive laesae virtutis quaerela nunc primum ex manuscripto publicae luci exposita, adiecta autoris vita, powst. 1587, wyd. C. G. Friese, Warszawa 1759
16. Nuntius salutis, sive de Incarnatione... sermones quinque, Kraków 1588, drukarnia Łazarzowa; przekł. polski: J. Januszowski pt. Poseł wielki o Wcieleniu Syna Bożego..., Kraków 1590, drukarnia Łazarzowa
17. Officium militare, Kraków 1589 (według S. Reszki i C. G. Friesego; egz. nieznany)
18. Partitiones Ecclesiasticae, Kraków 1589, drukarnia Łazarzowa (jedyny w XVI w. polski podręcznik retoryki kościelnej; na końcu wiersz S. Szymonowica na cześć autora); dedykację P. Kostce – przedr. T. Glemma „Piotr Kostka. Lata młodzieńcze i działalność polityczna 1532-1595”, Toruń 1959, Rocznik Towarzystwa Naukowego w Toruniu, t. 61 (1956), cz. 2
19. Quaestor, sive de parsimonia atque frugalitate, Kraków 1589, drukarnia Łazarzowa; przekł. polski: J. Januszowski pt. Szafarz abo o pohamowaniu utrat niepotrzebnych dialog, Kraków 1589, drukarnia Łazarzowa; inny przekład pt. Podskarbi, czyli o oszczędności i mierności, rękopis: Ossolineum nr 1317/I
20. Epithalamion sive benedictiones nuptiales ad serenissum Sigismundum III Poloniae regem et Annam Austriacam coniugem eius, Kraków 1592, drukarnia Łazarzowa
21. Officia propria patronorum Provinciae Polonae... conscripta, Kraków 1596, drukarnia Łazarzowa; wyd. następne: (całkowite i częściowe, z niewielkimi odmianami w tytule): Kraków 1599; Kraków 1603; Wenecja 1603; Wenecja 1603; Antwerpia 1604; Antwerpia 1611; Antwerpia 1613; Wenecja 1613; Antwerpia 1615; Kolonia 1629; Wenecja 1629; Antwerpia 1637; Kolonia 1641; Wenecja 1642; Antwerpia 1643; Antwerpia 1649; Wenecja 1653; Kraków 1661; Kolonia 1665; Kraków 1673; Antwerpia 1676; Kolonia 1680; Kolonia 1682; Antwerpia 1683; Wenecja 1695; Antwerpia 1697; Wenecja 1701 (2 odmienne odb.); wyd. razem z: Officia propria ss. patronorum Regni Sveciae (dziełko to wydano po raz pierwszy w roku 1618, jest widocznie naśladowaniem pracy Sokołowskiego); Antwerpia 1723; Kolonia 1725; Augustae Vindelicorum brak roku wydania; Augustae Vindelicorum 1728; brak miejsca wydania 1728; Wrocław 1735 i dalsze.
22. In evangelia Matthaei, Marci et Lucae notae, Kraków 1598 (na karcie tytułowej mylnie podano: 1198), drukarnia Łazarzowa (dzieło nieukończone; według Estreichera jest to odb. z Opera, t. 2, Kraków 1591-1598; zawiera m.in. Odae funebres de laudibus Socolovii... Andreae Schonaei)

### Wydania zbiorowe
1. Conciones quatuor, Kolonia 1583, drukarnia M. Cholinus (tu poz.: 3-5, 8)
2. Opera, t. 1-2, Kraków 1591-1598, drukarnia Łazarzowa (2 edycje tomu pierwszego, względnie ostatnich arkuszy); tu m.in. przedrukowano poz.: 4-7, 9, 13, 16, 18 oraz: Naenia funebris ad S. Socolovium... Simonis Simonidae; Odae tres funebres de laudibus S. Socolovii... Andreae Schonaei; por. także poz. 22

### Listy i materiały
1. Fragmenty listów z lat 1582–1583 do Stefana Batorego i Wilhelma V, księcia bawarskiego, wyd. E. Kuntze Monumenta Poloniae Vaticana, t. 6, cz. 2 (1938)
2. Listy do: kardynała W. Sirleto, dat. w Krakowie 30 czerwca 1583; J. Młodziejowskiego, dat. w Krakowie 3 stycznia 1587; wyd. T. Wierzbowski Materiały do dziejów piśmiennictwa polskiego, t. 1, Warszawa 1900, s. 249, 273
3. Do M. Piskorzewskiego, dat. początek roku 1586, wyd. S. Łempicki „Przyczynek do biografii Szymona Szymonowica” (nieznany list ks. S. Sokołowskiego do Macieja Piskorzewskiego), Pamiętniki Literackie, rocznik 15 (1917); rękopis w zbiorze z roku 1621 pt. Farrago epistolarum..., Biblioteka Jagiellońska nr 2418, s. 68v-69.
4. Do biskupa kujawskiego (ws. Akademii Krakowskiej), brak daty, wyd. Athenaeum 1841, t. 1 (podane bez imienia nadawcy)
5. Memoriał przedstawiony kard. W. Sirleto względem dzieła Censura Ecclesiae Orientalis, dat. 1581, wyd. T. Wierzbowski Materiały do dziejów piśmiennictwa polskiego, t. 1, Warszawa 1900, s. 240; rękopis: Biblioteka Watykańska, sygn. Mss Vatic. N° 6411, fol. 15.
6. 2 listy do P. Kostki, dat.: w Krakowie 1589, w Warszawie 21 kwietnia 1589, ogł. T. Glemma „Piotr Kostka. Lata młodzieńcze i działalność polityczna 1532-1595”, Toruń 1959, Rocznik Towarzystwa Naukowego w Toruniu, t. 61 (1956), cz. 2
7. Zbiór ok. 120 kopii listów do S. Sokołowskiego z lat 1572–1592 (m.in. od: Stefana Batorego, F. Commendonego, Grzegorza XIII, S. Herburta, S. Hozjusza, S. Karnkowskiego, M. Kromera, M. Laterny, P. Myszkowskiego, A. Patrycego Nideckiego, A. Possewina, M.K. Radziwiłła, S. Reszki, H. Rozrażewskiego, J. D. Solikowskiego, S. Szymonowica, J. Zamoyskiego) oraz kilka listów Sokołowskiego i inne współczesne mu akta; rękopis: Biblioteka Jagiellońska nr 41; pojedyncze listy z lat 1581–1584 od: Stefana Batorego, A. Bolognettiego, F.J. Commendonego, Grzegorza XIII, A. Possewina, Wilhelma V księcia bawarskiego; wyd.: E. Kuntze, C. Nanke Monumenta Poloniae Vaticana, t. 5, cz. 1 (1923/1933); E. Kuntze Monumenta Poloniae Vaticana, t. 6, cz. 2 (1938); t. 7, cz. 3, zeszyt 1 (1939/1948) – zeszyt 3 (1950).
8. List od M. B. C. A. L. (zapewne M. Pudłowskiego), dat. w Warszawie 2 września 1570, przytoczony przez J. Brożka w: Żywot Stanisława Grzepskiego; wyd. J. Fijałek „Przekłady pism św. Grzegorza z Nazjanzu w Polsce. Wiadomość bibliograficzna i patrystyczna”, cz. 2, Polonia Sacra, nr 3 (1919), s. 156–158 przypis.
9. Listy od S. Reszki, dat. w Rzymie: 13 września i 30 października 1577; we Fromborku we wrześniu 1591; w Neapolu w sierpniu 1592; wyd. w: S. Reszka Epistolarum liber unus, Neapol 1594
10. List do H. Rozrażewskiego, dat. w Krakowie 1590, ogł. A. Grabowski Starożytności historyczne polskie, t. 1, Kraków 1840, s. 98–99
11. Nobilitatio S. Sokołowski, dat. w Warszawie 10 września 1571; wyd. T. Wierzbowski Materiały do dziejów piśmiennictwa polskiego, t. 1, Warszawa 1900, s. 159
12. List Stanisława Marenniusza do B. Wargockiego ws. S. Sokołowskiego, dat. 1572; wyd. T. Wierzbowski Materiały do dziejów piśmiennictwa polskiego, t. 1, Warszawa 1900, s. 168
13. Receptio... S. Sokołowski, dat. w Warszawie 23 stycznia 1578; wyd. T. Wierzbowski Materiały do dziejów piśmiennictwa polskiego, t. 1, Warszawa 1900, s. 226
14. Kwity pieniężne (m.in. na 100 talarów otrzymanych dla wydrukowania De verae et falsae Ecclesiae discrimine... libri tres) z roku 1578 i 1582; deklaracja poborowa (brak daty) z podobizną podpisu; wyd. T. Wierzbowski Materiały do dziejów piśmiennictwa polskiego, t. 1, Warszawa 1900, s. 223, 229, 246; zob. także In evangelia Matthaei, Marci et Lucae notae, Kraków 1598